# Tadeusz Tomajer

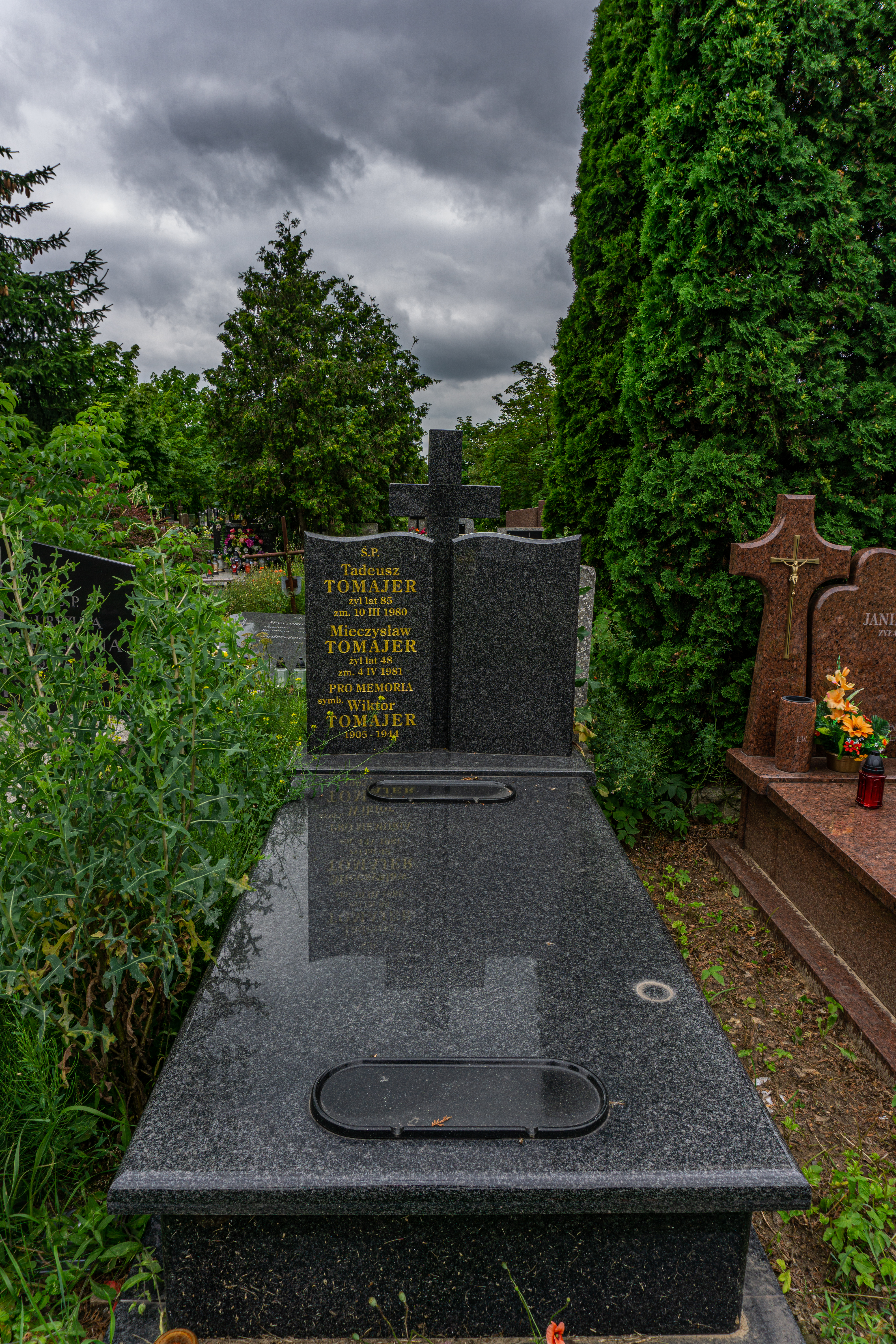
Grób Tadeusza Tomajera na cmentarzu Komunalnym Północnym w Warszawie

Tadeusz Julian Tomajer (ur. 12 lutego 1895 w Kołomyi, zm. 10 marca 1980 w Warszawie) – podpułkownik Wojska Polskiego, działacz niepodległościowy, sędzia.

## Życiorys
Urodził się 12 lutego 1895 w Kołomyi jako syn Piotra (w 1895 asystent rewidenta rachunkowego w C. K Dyrekcji Okręgu Skarbowego w Kołomyi) i Marii Antoniny z Cieślaków.
Podczas I wojny światowej służył w Legionach Polskich w szeregach II Brygady. Był więziony w obozach niemieckich jako jeniec wojenny. W 1920 ukończył studia prawnicze na Wydziale Prawa Uniwersytetu Jana Kazimierza we Lwowie z tytułem magistra. W II Rzeczypospolitej pracował w sądownictwie. Został awansowany do stopnia podporucznika rezerwy piechoty ze starszeństwem z dniem 1 lipca 1925. W 1934 był oficerem rezerwowym 48 pułku piechoty Strzelców Kresowych i pozostawał w ewidencji Powiatowej Komendy Uzupełnień Kołomyja II. Od 1927 do 1929 był sędzią Sądu Powiatowego w Ottyni, od 27 marca 1929 do 1939 sędzią Sądu Powiatowego w Kołomyi. Będąc aplikantem sądowym został członkiem gniazda Towarzystwa Gimnastycznego „Sokół”, jako radca w październiku 1933 został powołany do wydziału gniazda i pełnił od tego czasu funkcję sekretarza. Był członkiem kołomyjskiego koła Zrzeszenia Sędziów i Prokuratorów RP.
Podczas II wojny światowej od 1941 do marca 1944 był sędzią Sądu Grodzkiego w Kołomyi. Podczas wojny został członkiem Zakonu Odrodzenia Narodowego w Kołomyi. 3 czerwca 1944 został wcielony do ludowego Wojska Polskiego. Służył jako sędzia sądu Sądu Polowego 6 Dywizji Piechoty, następnie 1 Armii Wojska Polskiego. Od września 1944 był sędzią w Najwyższego Sądu Wojskowego sprawując stanowisko sędziego Wydziału I i II. W 1946 był w stopniu majora. W 1947 awansowany do stopnia podpułkownika. Uczestniczył w procesach sądowych skazujących działaczy polskiego ruchu niepodległościowego. W listopadzie 1952 został przeniesiony do rezerwy.
Zmarł w 1980 i został pochowany na Cmentarzu Komunalnym Północnym w Warszawie.

## Ordery i odznaczenia
- Krzyż Niepodległości – 15 kwietnia 1932 „za pracę w dziele odzyskania niepodległości”[19][1][20]
- Krzyż Kawalerski Orderu Odrodzenia Polski – 10 listopada 1938 „za zasługi na polu pracy społecznej”[21][22]
- Krzyż Kawalerski Orderu Odrodzenia Polski – 1 października 1946 „za bohaterskie czyny i dzielne zachowanie się w walce z niemieckim najeźdźcą, oraz za sumienne wypełnianie obowiązków służbowych”[23]
- Krzyż Zasługi[24]